# Саїді Джума Макула
Саїді Джума Макула (англ. Saidi Juma Makula; 1 серпня 1994) — танзанійський легкоатлет, що спеціалізується з бігу на довгі дистанції, олімпієць.

## Спортивна кар'єра
На літніх Олімпійських іграх 2016 року в Ріо-де-Жанейро (Бразилія) брав участь у змаганнях марафонців, де посів 43-тє місце.